# Bébé philanthrope
Bébé philanthrope è un cortometraggio muto del 1911 diretto da Louis Feuillade.

## Produzione
Il film fu prodotto dalla Société des Etablissements L. Gaumont

## Distribuzione
Distribuito dalla Société des Etablissements L. Gaumont, uscì nelle sale cinematografiche francesi nel febbraio 1911. Il 15 luglio 1911, uscì anche negli Stati Uniti, distribuito dalla General Film Company con il titolo Jimmie as a Philanthropist; nelle proiezioni, veniva programmato con il sistema dello split reel, accorpato in un'unica bobina con un altro cortometraggio, la commedia Frolicsome Flossie.